# Yaqub Mahmudov

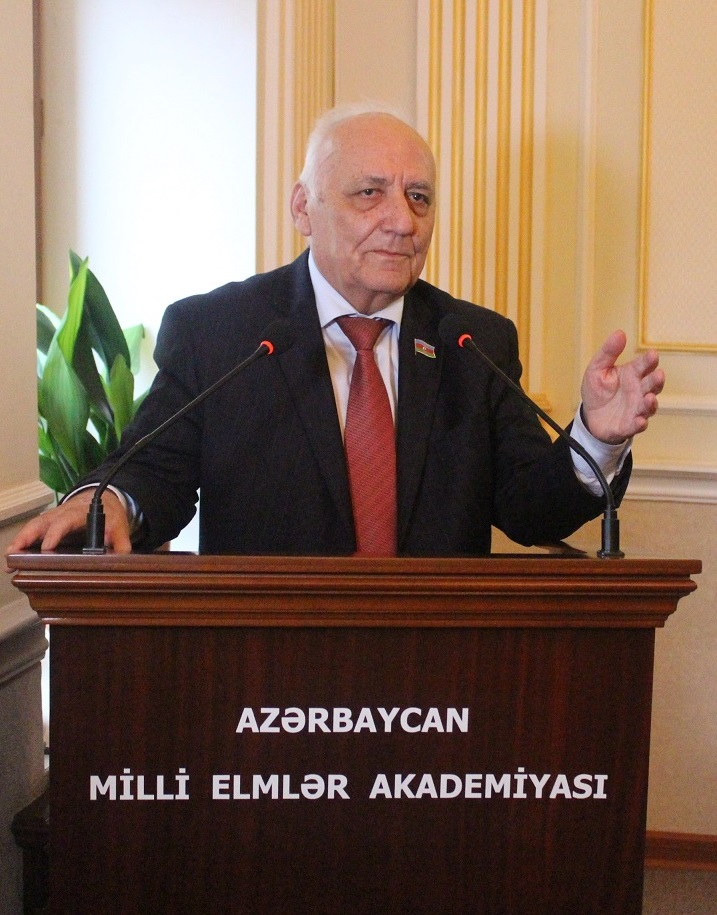
Yaqub Mahmudov, 2019

Yaqub Mikayıl oğlu Mahmudov (* 10. Februar 1939 in Baş Göynük, Şəki) ist ein aserbaidschanischer Historiker und Politiker, der als einer der wichtigsten Propagandisten der umstrittenen Theorie über die Herkunft der modernen Aserbaidschaner von den kaukasischen Albanern auftritt. Er ist Mitglied der Nationalen Akademie der Wissenschaften Aserbaidschans, Mitglied der Nationalversammlung der Republik Aserbaidschan und Direktor des Instituts für Geschichte der Akademie der Wissenschaften der Republik Aserbaidschan.

## Leben
1962 schloss Mahmudov sein Studium an der Fakultät für Geschichte der Aserbaidschanischen Staatsuniversität mit Auszeichnung ab.
Im November 2000 wurde er in die Nationalversammlung der Republik Aserbaidschan gewählt.
Seit 13. September 2004 ist er Direktor des Instituts für Geschichte der Nationalen Akademie der Wissenschaften Aserbaidschans. Seit 2017 ist er ordentliches Mitglied der Aserbaidschanischen Nationalen Akademie der Wissenschaften.

## Akademische und propagandistische Arbeit Mahmudovs
Zu den Schwerpunkten der Arbeit Mahmudovs gehört das antike Albania als angeblicher Vorgängerstaat der heutigen Republik Aserbaidschan. Er attackierte verschiedene historische Werke und deren sowjetische beziehungsweise russische Autoren, denen er „Komplizenschaft mit armenisch-nationalistischer Propaganda“ vorwarf. Hierzu gehörten nicht nur die Große russische Enzyklopädie (Большая российская энциклопедия, 2007) mit ihrem Artikel über Bergkarabach und der russisch-kasachische Atlas Turan auf alten Karten (Туран на старинных картах, 2009), sondern sogar Fəridə Məmmədovas Monographie Das kaukasische Albania und die Alwanen (Кавказская Албания и албаны), in der von einem armenischen Staat in Kleinasien die Rede ist.
Außer gegen den „Hauptfeind“ Aserbaidschans, Armenien, begründete er auch mögliche territoriale Ansprüche gegen den nördlichen Nachbarn Georgien auf Grundlage der „Albaner-Theorie“. So schreibt er über den Streit um das georgische Kloster David Gareja: „Keshikchidag (David Gareja) und Ostgeorgien sind ursprüngliche Gebiete Aserbaidschans. Tiflis ist eine alte aserbaidschanische Stadt.“